# Lorica (ort)
Lorica är en ort i Colombia.   Den ligger i departementet Córdoba, i den norra delen av landet, 500 km norr om huvudstaden Bogotá. Lorica ligger 10 meter över havet och antalet invånare är 40 605.
Terrängen runt Lorica är huvudsakligen platt, men åt nordväst är den kuperad. Terrängen runt Lorica sluttar söderut. Runt Lorica är det ganska tätbefolkat, med 139 invånare per kvadratkilometer. Lorica är det största samhället i trakten. Trakten runt Lorica består huvudsakligen av våtmarker.